# Mare de Déu de la Saleta

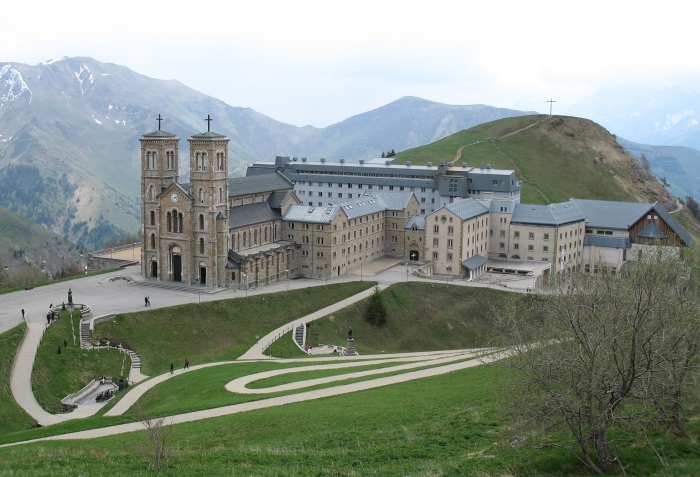
El santuari de la Saleta, al lloc de l'aparició

Mare de Déu de la Saleta (en francès Notre-Dame de La Salette) és el nom sota el qual els fidels catòlics designen la Mare de Déu apareguda a dos nens el 19 de setembre de 1846 al poble de La Saleta Falavaus (Isèra, França). També designa el santuari que va ser edificat al lloc de l'aparició.

## Aparició
El dissabte 19 de setembre de 1846, cap a les tres de la tarda, a una muntanya propera al poble alpí de La Saleta Falavaus, dos joves pastors anomenats Mélanie Mathieu (o Mélanie Calvat), de 14 anys, i Maximin Giraud (a vegades anomenat Mémin, i, per error, Germain), d'11 anys, veuen aparèixer dins una llum resplendent una «bella dama» en plors que s'adreça a ells.
Primer asseguda i plorant amb el cap entre les mans, la «Bella Dama» s'aixeca i els parla llargament, en francès i en "patois" (occità vivaroalpí), la llengua dels nens. Els explica que plora per la impietat imperant a la societat i els insta a renunciar a dos pecats greus que s'havien fet molt comuns: la blasfèmia i no agafar-se el diumenge com a dia de descans i d'assistència a la Missa. Prediu els càstigs espantosos que esdevindran si la gent no canvia i promet la clemència divina a aquests que canviïn. Finalment demana als nens que preguin, facin penitència i escampin el seu missatge.
Tota la claror dins la qual es presenta i que embolica completament als tres, ve d'un gran crucifix que porta sobre el pit, envoltat d'un martell i unes tenalles. Porta sobre les espatlles una cadena i, al costat, unes roses. El seu cap, la seva cintura i els seus peus estan envoltats de roses. Al final la «Bella Dama» puja per un pendent i desapareix entre la llum.
Després de 5 anys d'investigació, el bisbe de Grenoble, Philibert de Bruillard, reconeix l'autenticitat de l'aparició. I el Papa Pius IX va aprovar la devoció a la Nostra Senyora de La Salette.